# José Valencia Murillo
José Valencía Murillo (* 19. März 1982 in Quinindé) ist ein ecuadorianischer Fußballspieler.

## Karriere
José Valencía wechselte mit 21 Jahren aus seiner Heimat in die Niederlande zu Ajax Amsterdam. 2004 wechselte er zu NEC Nijmegen. Dort sowie bei Willem II Tilburg kam der Verteidiger insgesamt 62-mal in der Eredivisie zum Einsatz. 2008 wurde er an den Zweitligisten FC Eindhoven ausgeliehen. Zwischen Juli 2009 bis Januar 2010 spielte er für den deutschen Drittligisten Wuppertaler SV. Im Januar 2010 ging er zurück nach Ecuador zu LDU Quito. Für diesen Verein spielte er bis 2012. Anschließend war er vereinslos, bis er zu Club Deportivo Los Loros wechselte.

## Nationalmannschaft
2006 stand er ein Mal im Kader der Ecuadorianische Fußballnationalmannschaft, kam jedoch nicht zum Einsatz.